# Pyrolobus
A Pyrolobus egy Archaea nem a Pyrodictiaceae családban. Az archeák – ősbaktériumok – egysejtű, sejtmag nélküli prokarióta szervezetek. Egyetlen faja a P. fumarii.